# Gabriel Dias de Oliveira
Gabriel Dias de Oliveira, meglio noto come Gabriel Dias (Francisco Morato, 10 maggio 1994), è un calciatore brasiliano, difensore svincolato.

## Caratteristiche tecniche
È un difensore centrale.

## Carriera
Cresciuto nelle giovanili del Palmeiras, ha esordito il 24 luglio 2014 in occasione del match di Coppa del Brasile vinto 2-0 contro l'Avaí.

## Statistiche

### Presenze e reti nei club
Statistiche aggiornate al 17 marzo 2018.
| Stagione        | Squadra         | Campionato      | Campionato | Campionato | Coppe nazionali | Coppe nazionali | Coppe nazionali | Coppe continentali | Coppe continentali | Coppe continentali | Altre coppe | Altre coppe | Altre coppe | Totale | Totale | Totale |
| Stagione        | Squadra         | Comp            | Pres       | Reti       | Comp            | Pres            | Reti            | Comp               | Pres               | Reti               | Comp        | Pres        | Reti        | Pres   | Reti   |        |
| --------------- | --------------- | --------------- | ---------- | ---------- | --------------- | --------------- | --------------- | ------------------ | ------------------ | ------------------ | ----------- | ----------- | ----------- | ------ | ------ | ------ |
| 2014            | Palmeiras       | A1/SP+A         | 0+5        | 0          | CB              | 1               | 0               |                    | -                  | -                  |             | -           | -           | 6      | 0      |        |
| 2015            | Boa Esporte     | M1/MG+B         | 4+16       | 0          | CB              | 0               | 0               |                    | -                  | -                  |             | -           | -           | 20     | 0      |        |
| 2016            | Mogi Mirim      | A1/SP+B         | 13+0       | 0          | CB              | 0               | 0               |                    | -                  | -                  |             | -           | -           | 13     | 0      |        |
| 2016            | Oeste           | A1/SP+B         | 0          | 0          | CB              | 0               | 0               |                    | -                  | -                  |             | -           | -           | 0      | 0      |        |
| 2016            | Bragantino      | A1/SP+B         | 0+22       | 0+3        | CB              | 1               | 0               |                    | -                  | -                  |             | -           | -           | 23     | 3      |        |
| 2017            | Paraná          | A1/PR+B         | 6+31       | 1+2        | CB              | 6               | 0               |                    | -                  | -                  | PL          | 4           | 0           | 47     | 3      |        |
| 2018            | Internacional   | PD/RS+A         | 0+11       | 0          | CB              | 3               | 0               |                    | -                  | -                  |             | -           | -           | 14     | 0      |        |
| Totale carriera | Totale carriera | Totale carriera | 108        | 6          |                 | 11              | 0               |                    | -                  | -                  |             | 4           | 0           | 123    | 6      |        |

## Palmarès

### Club

#### Competizioni statali
- Campionato Cearense: 2

Fortaleza: 2019, 2020

#### Competizioni regionali
- Copa do Nordeste: 1

Fortaleza: 2019